# Демаш, Афанасий Васильевич
Афана́сий Васи́льевич Демаш (1907—1995) — советский работник сельского хозяйства, агроном, Герой Социалистического Труда.

## Биография
Родился 7 ноября 1907 года в селе Мачехи Российской империи, ныне Полтавского района Полтавской области Украины, в многодетной крестьянской семье.
Учился в сельскохозяйственной школе. В 1926—1929 годах был студентом зернового факультета Полтавского политехнического техникума. Трудовую деятельность начал в 1929 году в Николаевском районе Нижне-Волжского края, в Калмыкии организовывал первые крестьянские ТОЗы, внедрял новые методы обработки земли.
В 1933 году Афанасий Демаш приехал в город Сальск для работы агрономом. В 1935—1941 годах — заведующий Сальским опорным пунктом Азово-Черноморской сельскохозяйственной опытной станции, где на опытном поле испытывал на засухоустойчивость первые отечественные сорта пшеницы. Проводил эксперименты по разным видам разделки почвы. Уже работая агрономом, в 1937—1940 годах заочно учился в Крымском сельскохозяйственном институте, который окончил с отличием.
С 1941 года служил в Красной Армии, став участником Великой Отечественной войны. Вернувшись после войны в Сальский район, в 1949 году был назначен главным агрономом райсельхозотдела Сальского райисполкома. В декабре 1953 году переведен на работу главным агрономом Сальской машинно-тракторной станции, где проработал до её реорганизации в РТС до 1958 года.
С 1958 года Демаш — главный агроном Сальского районного производственного управления сельского хозяйства Ростовской области. Благодаря личному вкладу в развитие сельскохозяйственного производства, Сальский район в 1966 году сдал государству 22 миллиона пудов хлеба.
Выйдя на пенсию, продолжал трудиться начальником Маныч-Егорлыкского участка оросительных систем, затем старшим гидротехником управления сельского хозяйства Сальского района, занимался общественной работой — избирался депутатом районного Совета, был председателем постоянной депутатской комиссии по сельскому хозяйству.
Умер 7 октября 1995 года.

## Награды
- Указом Президиума Верховного Совета СССР от 19 апреля 1967 года за достигнутые успехи в увеличении производства и заготовок зерна в 1966 году Демашу Афанасию Васильевичу присвоено звание Героя Социалистического Труда с вручением ордена Ленина и золотой медали «Серп и Молот».
- Также награждён орденом Трудового Красного Знамени (1957)
- медалями, в том числе[2]:
  - Медаль «За победу над Германией в Великой Отечественной войне 1941—1945 гг.»
  - Медаль «За оборону Кавказа» (10.07.1944)
  - Медаль «За освоение целинных земель» (1956)
  - три серебряные медали ВДНХ СССР.
- Почетный гражданин города Сальска и Сальского района (1995)[2][3].